# Maurice Bishop
Maurice Rupert Bishop (Oranjestad, 29 maggio 1944 – Saint George's, 19 ottobre 1983) è stato un politico e rivoluzionario grenadino.

## Biografia

### Dalla nascita alla ascesa in politica
Maurice Rupert Bishop, semplicemente conosciuto come Maurice Bishop, nasce ad Aruba (Antille Olandesi) il 29 maggio 1944. Figlio di emigranti grenadini, Rupert e Alimenta Bishop, nel 1950 rientra con la famiglia a Grenada.
Tra il 1963 ed il 1969, completa il suo iter scolastico presso la London School of Economics and Political Science dove entra in contatto con i Black Power e con le idee di leader di colore quali Malcolm X, Martin Luther King e Kwame Nkrumah.
Rientrato a Grenada nel 1970, iniziò l'attività di avvocato alla quale affiancò la passione politica. Nel 1973 divenne capo del partito politico N.J.M. (New Jewel Movement). Eletto, entrò in parlamento e per diversi anni ricoprì la posizione di leader del partito di opposizione contro il governo autoritario del primo ministro Eric Gairy e il suo partito Grenada United Labour Party.
Nel novembre 1973 Maurice Bishop venne pestato e gravemente ferito dalla Mongoose Gang, la milizia privata di Eric Gairy, venendo poi incarcerato senza nessuna cura medica.
Nel gennaio 1974 Rupert Bishop, padre di Maurice Bishop, venne assassinato mentre difendeva donne e bambini durante le manifestazioni poi conosciute come Bloody Monday a causa delle violenze attuate dal governo e dalla Mongoose Gang per reprimerle.

### Rivoluzione di Grenada del 1979

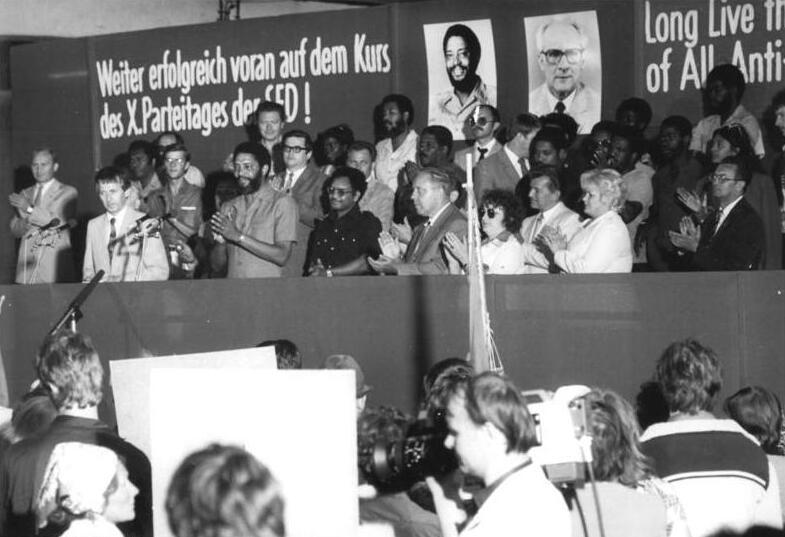
Maurice Bishop in visita in Germania Est l'11 giugno 1982

Eric Gairy, aspramente criticato per brogli nelle ultime elezioni del 1976 e con evidenti segni di squilibri mentali, porta il Paese verso il collasso.
Nel 1979 Bishop attua una vera e propria rivoluzione e con un colpo di Stato incruento depone Gairy, che era al momento al di fuori del Paese per partecipare ad una riunione delle Nazioni Unite.
Bishop sospese la Costituzione istituendo il People's Revolutionary Government e venne dichiarato primo ministro di Grenada. Tutti i partiti politici, tranne il N.J.M. vennero vietati, sospendendo le elezioni. Senza una Costituzione in vigore, il primo ministro promulgava leggi per decreto. Il Paese veniva governato teoricamente da un Consiglio dei ministri con Bishop come primo ministro, ma in realtà il potere nel Paese veniva esercitato dal comitato centrale del partito.
Bishop cominciò a nazionalizzare le poche industrie del Paese avviando una riforma dello Stato di stampo socialista, venendo incontro alle esigenze di un popolo ridotto a fame e miseria. Per combattere l'analfabetismo, istituì la scuola dell'obbligo e cominciò ad avviare una serie di progetti per modernizzare ed aprire il piccolo Stato di Grenada che comprendevano la costruzione di nuovi alberghi e strutture turistiche, la realizzazione di un nuovo aeroporto internazionale sulla punta meridionale dell'isola e una modernizzazione della produzione e lavorazione agricola di colture come banane, canna da zucchero, spezie varie e cacao.
I finanziamenti vennero per la maggior parte dalla Banca Mondiale, dall'Unione Sovietica e da Cuba, vista l'amicizia e stima reciproca che legava Fidel Castro a Bishop.
Gli Stati Uniti, che male vedevano il sorgere di un nuovo Paese socialista nell'area del Centro America, osteggiarono fin dall'inizio Maurice Bishop e il presidente statunitense Ronald Reagan accusò Grenada di approntare strutture per diventare un avamposto militare dell'Unione Sovietica.

### L'arresto e l'esecuzione

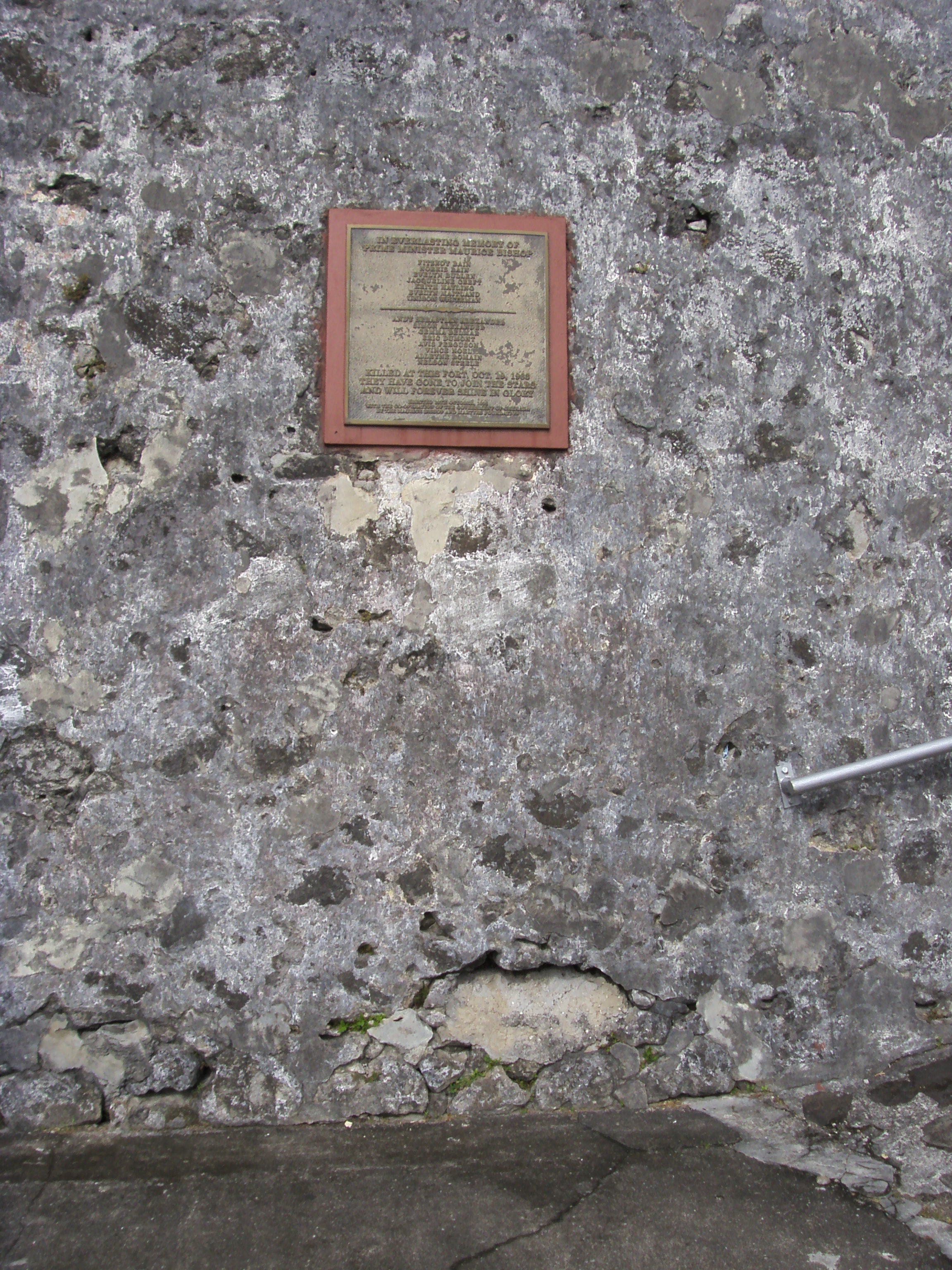
Luogo della fucilazione di Maurice Bishop a Fort Rupert, con i fori dei proiettili ancora ben visibili

La leadership indiscussa, l'alto gradimento popolare e la sua linea politica considerata "morbida" non piacevano ad alcuni membri interni del partito, che avrebbero voluto una suddivisione dei poteri e delle competenze del presidente.
Bishop rifiutò tali "innovazioni", considerandole "manie" personali e di protagonismo di Bernard Coard che, il 12 ottobre 1983, guidò la fazione "scissionista" del partito nel colpo di Stato in cui poi prenderà il potere la giunta militare guidata dal generale dell'esercito Hudson Austin, nel nuovo M.R.C. (Military Revolution Council) che sostituirà l'ormai disciolto N.J.M..
Posto agli arresti domiciliari con tutti i suoi ministri, Bishop viene liberato il 19 ottobre dalla folla nel frattempo scesa per le strade di St. George's (circa 30000 persone) per manifestare contro il suo arresto e il nuovo regime, in quello che verrà ricordato come il Bloody Wednesday (mercoledì di sangue).
Infatti, nella marcia dei manifestanti verso Fort Rupert, fortezza di epoca coloniale in cui la neonata giunta militare aveva posto sede. Bishop e tutti i ministri deposti vengono nuovamente arrestati e condotti a Fort Rupert, dove verranno tutti giustiziati mediante fucilazione. Contemporaneamente vengono istituiti quattro giorni di 
coprifuoco, dove chiunque si fosse fatto trovare in strada o luogo pubblico sarebbe stato giustiziato.
I fatti sopra descritti e la numerosa presenza sull'isola di studenti statunitensi, daranno il pretesto al presidente Ronald Reagan di autorizzare l'invasione militare di Grenada da parte degli USA, iniziata il 25 ottobre 1983 con l'operazione Urgent Fury al fine di rovesciare il neonato regime militare.
Il corpo di Bishop, trafugato successivamente all'esecuzione da uomini legati al M.R.C., non verrà mai più ritrovato.

## Bishop nella cultura di massa grenadiana

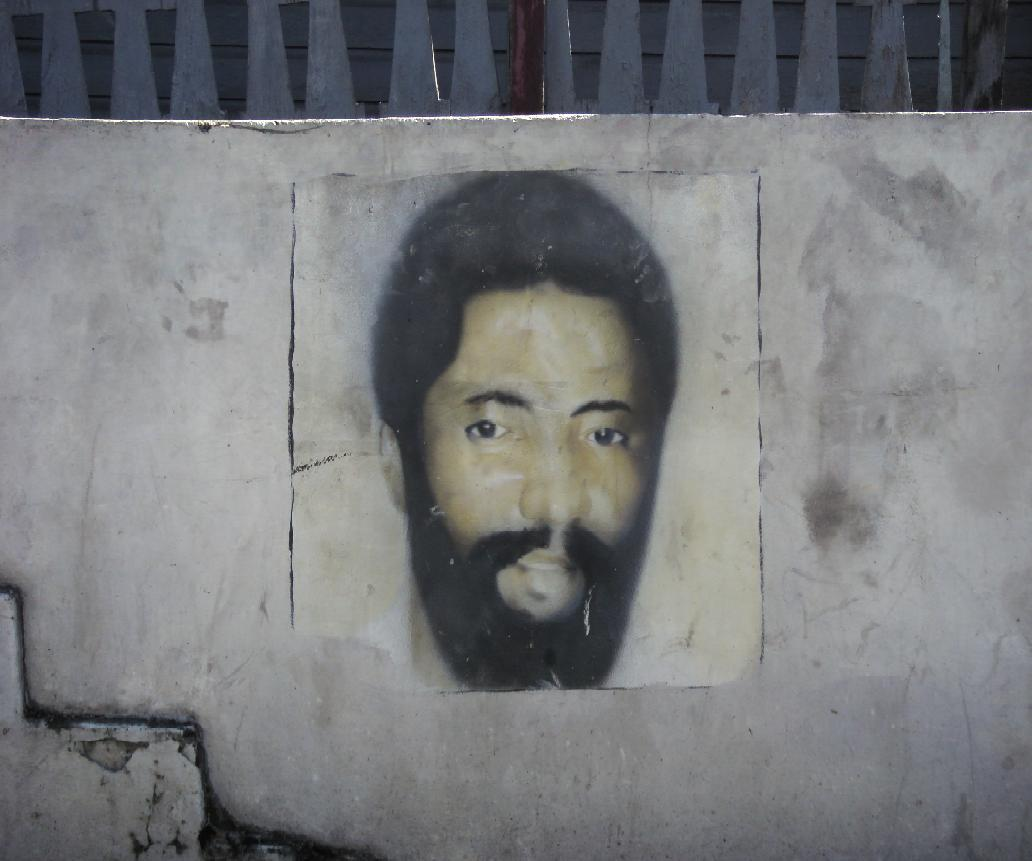
Murale raffigurante Maurice Bishop sull'isola di Grenada - 2010

Bishop, a circa trent'anni dalla morte, è ancora molto amato e ricordato dalla popolazione grenadina, infatti numerose sono le attribuzioni di stima a distanza di anni come i "murales" sparsi per tutta l'isola che raffigurano il suo volto o scritte che inneggiano a lui.
In suo onore, l'Aeroporto Internazionale di Pointe Salines di Grenada, fortemente voluto da Bishop, porta oggi il suo nome (Maurice Bishop International Airport).